# Palazzetto Bru Zane - Centre de musique romantique française

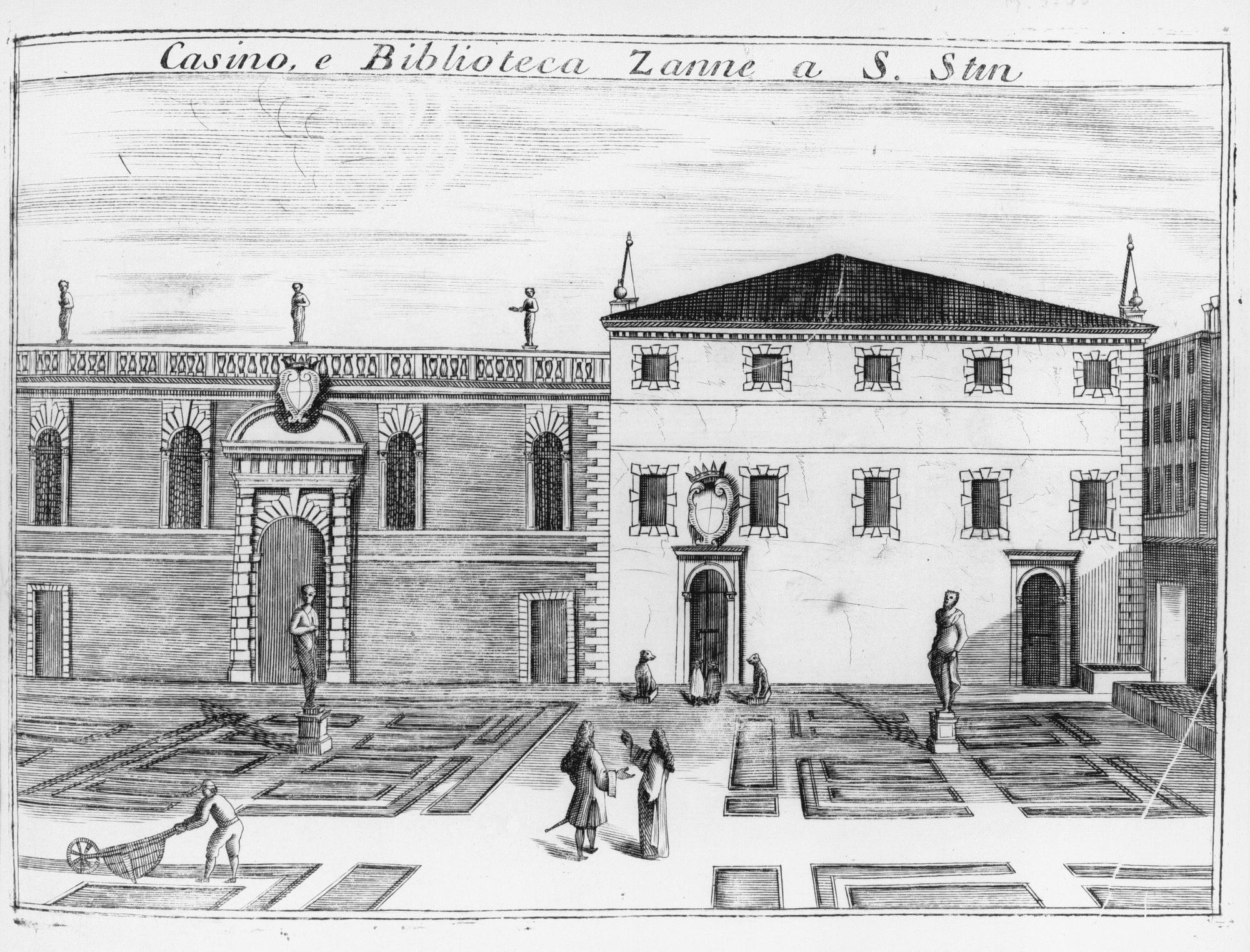
Casino e biblioteca Zane a San Stin, Luca Carlevarijs 1708

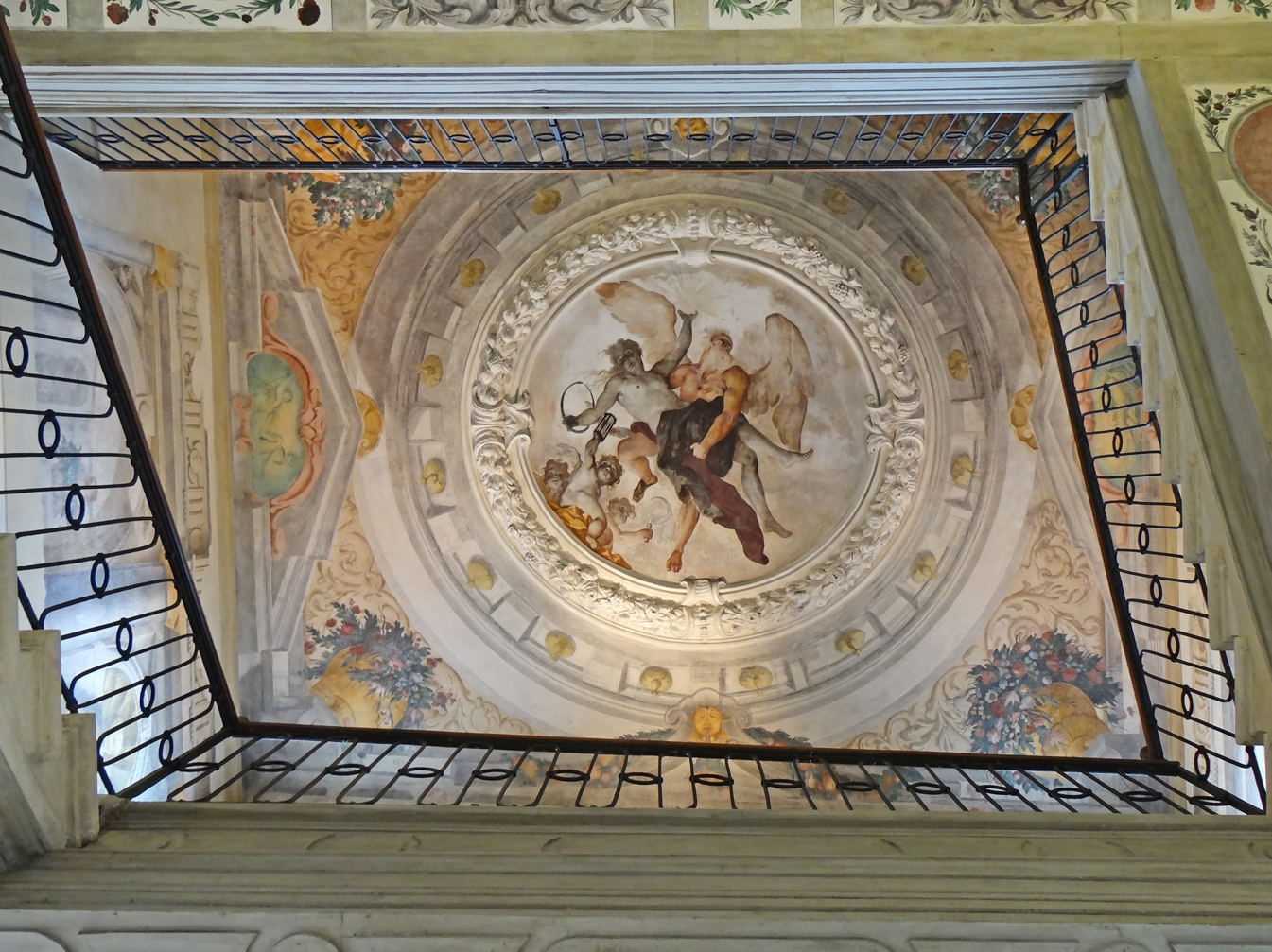
Il Tempo che rapisce la Verità, affresco di Sebastiano Ricci

Il Palazzetto Bru Zane – Centre de musique romantique française è un centro di ricerca sul repertorio musicale francese del XIX secolo (1780-1920).
Situato a Venezia, le principali attività del centro sono la ricerca, l'edizione di partiture e di libri, l'organizzazione di concerti, progetti didattici e la pubblicazione di registrazioni discografiche.

## Storia
Nei pressi della Basilica dei Frari, tra il 1695 e il 1697 fu costruito il casino Zane, affiancato al Palazzo Zane, dimora della famiglia che portava il medesimo nome. A separare i due edifici vi era un rigoglioso giardino alla francese. Il palazzo Zane fu completamente ristrutturato nel 1682 ad opera dell'architetto barocco Baldassarre Longhena, su commissione di Domenico Zane, scomparso prima della fine dei lavori. Domenico lasciò i suoi beni, tra cui una collezione di quadri e di libri di valore, al nipote Marino Zane, il quale, per conservare ed arricchire l'eredità, decise di far edificare quello che poi è divenuto il Palazzetto Bru Zane.
La costruzione fu affidata allo stesso studio del Longhena, ma ne assunse la responsabilità inizialmente l'architetto Antonio Gaspari e, in seguito, alla morte dello stesso, il suo assistente Domenico Rossi, che decise di attorniarsi di altri artisti. La decorazione degli interni venne affidata allo stuccatore svizzero Abbondio Stazio e allo scultore Andrea Brustolon, artefice, tra l'altro, dell'incisione della balaustra di legno prospiciente la sala da ballo. Gli affreschi sono stati, in tempi successivi, attribuiti a Sebastiano Ricci.
Il palazzetto è tutelato dal Ministero per i Beni e le Attività Culturali ed è stato oggetto di studio, nel 2006, dalla soprintendenza per i Beni Architettonici e Paesaggistici di Venezia e Laguna. Nel 2007 l'edificio è stato oggetto di restauro.

## Descrizione

### Il casino
Il casino di Ca' Zane è stato progettato nell'ambito della realizzazione di palazzo Zane dalla scuola di Baldassare Longhena. Il Longhena, autore della Basilica di Santa Maria della Salute, fu incaricato di realizzare un palazzo per la ricca famiglia veneziana in qualità di proto (capomastro). Gli Zane erano all'epoca una delle più ricche famiglie veneziane e programmarono la ristrutturazione di un loro edificio già esistente assegnandone l'intervento al Longhena che però, già anziano, non riuscì a completarlo prima della propria morte.
L'opera fu completata dalla sua scuola, dall'architetto Antonio Gasparri, e vide anche la realizzazione di un giardino seicentesco e del casino di Ca' Zane, architettura dedicata al gioco e alla realizzazione di una biblioteca di famiglia. L'interno decorato è attribuito allo stuccatore Abbondio Stazio e allo scultore Andrea Brustolon; si trova in particolare la sala da ballo al piano terra sovrastata al piano superiore da una balaustra in legno che ne segue tutto il perimetro.
Gli affreschi sono stati attribuiti a Sebastiano Ricci, e l'intero complesso è stato restaurato a cura della Fondazione Bru Zane. Un intervento ha visto anche il recupero del giardino di collegamento con il palazzo principale, in parte occupato da costruzioni successive.

## La fondazione
La Fondazione Culturale “Palazzetto Bru Zane – Centre de musique romantique française” si occupa dalla sua nascita nel 2009 della promozione del patrimonio musicale francese ottocentesco, con particolare riferimento al periodo tra 1780 e 1920. Tra le attività: ricerca editoriale, programmazione e diffusione di concerti e il sostegno alle registrazioni discografiche per nuovi artisti.
L'attività di ricerca è svolta anche con la cooperazione dei discendenti dei compositori ottocenteschi, per l'individuazione di partiture inedite. La fondazione si occupa anche dell'organizzazione di convegni, giornate di studio e di digitalizzazione di collezioni. Una gran parte del repertorio è conservata in forma di manoscritto. In collaborazione con la casa editrice Symétrie, è disponibile un catalogo di circa cento titoli.
Nell'ambito della didattica, organizza progetti didattici e concorsi.
Palazzetto Bru Zane organizza programmazioni musicali, dalla musica da camera alle opere liriche e sinfoniche.
Palazzetto Bru Zane si occupa anche dell'attività editoriale per mezzo della pubblicazione di testi e volumi tascabili, ma anche di partiture musicali inedite.